# Dyckman Street (Eighth Avenue Line)
Dyckman Street is een station van de metro van New York aan de Eighth Avenue Line in Manhattan. Het station is geopend in 1932. Lijn  maakt gebruik van dit station.
 ·  ·  ·  ·  ·  ·  ·  ·  · 